# Remagen
Remagen település Németországban, Rajna-vidék-Pfalz tartományban. Lakosainak száma 17 387 fő (2023. december 31.). Remagen Bad Neuenahr-Ahrweiler és Grafschaft községekkel határos.

## Fekvése
Bonntól délre, a Rajna mellett fekvő település.

## Története
A város kelta eredetű település, eredeti kelta neve Rigomagos volt. Itt vezetett a római út és itt állt egy katonai tábor és erőd. A római kori Ricomagus erőd maradványai a Kirchenstrasse alatt és a Városháza ˙Rathaus) mögött máig láthatók. Az ősi Rigomagus nevet egy ókori író, Ammianus Marcellinus is említette. 356-os évről szóló beszámolójában, amely szerint egy germán invázió után Koblenz és Köln környékén csak a Köln közelében fekvő Rigomagum oppidum és torony maradt fenn. Az 5. századból a korai keresztények és az egyház létezése is bizonyított itt. A Remagen korai keresztény életének bizonyítéka az Apollinarisbergben található sírkő, amelyet most a bonni Rheinisches Landesmuseumban tartanak.
A 13. században építették a település neoromán stílusú katolikus plébániatemplom (Pfarrkirche) szép szentélyét. A templom kórusától keletre található plébánia udvarház (Pfarrhof) 12. századi. Három méter magas és széles román stílusú portáljának érdekes reliefjei vannak; mellette jobbra lehet átmenni a hangulatos Am Hof térre, valamint a gótikus kápolnához és tájmúzeumhoz.
A Remagen és Erpel közötti egykori vasúti hidat („Luderdorff-híd”) 1945. március 7-én a remageni csatában foglalták el az amerikai csapatok. Ez volt az első Rajna-híd, amelyen át a szövetséges csapatok átkelhettek a folyón és benyomulhattak Németország belsejébe. A harcokban súlyosan megsérült híd később összeomlott, nem építették újjá. Az egykori hídfőben emlékmúzeum létesült.
A városon túli hegyoldalon emelkedik a már messziről is látható négytornyos neogótikus Apollinaris-templom (Apollinaris-kirche); kriptájában van a ravennai Szt. Apollinarisnak, Péter apostol tanítványának a feje.
Remagenből szép kirándulás tehető a Viktória-hegyre.

## Nevezetességek
- Római kori Ricomagus erőd maradványai
- Plébániatemplom (Pfarrkirche)
- Apollinaris-templom (Apollinaris-kirche)

## Galéria

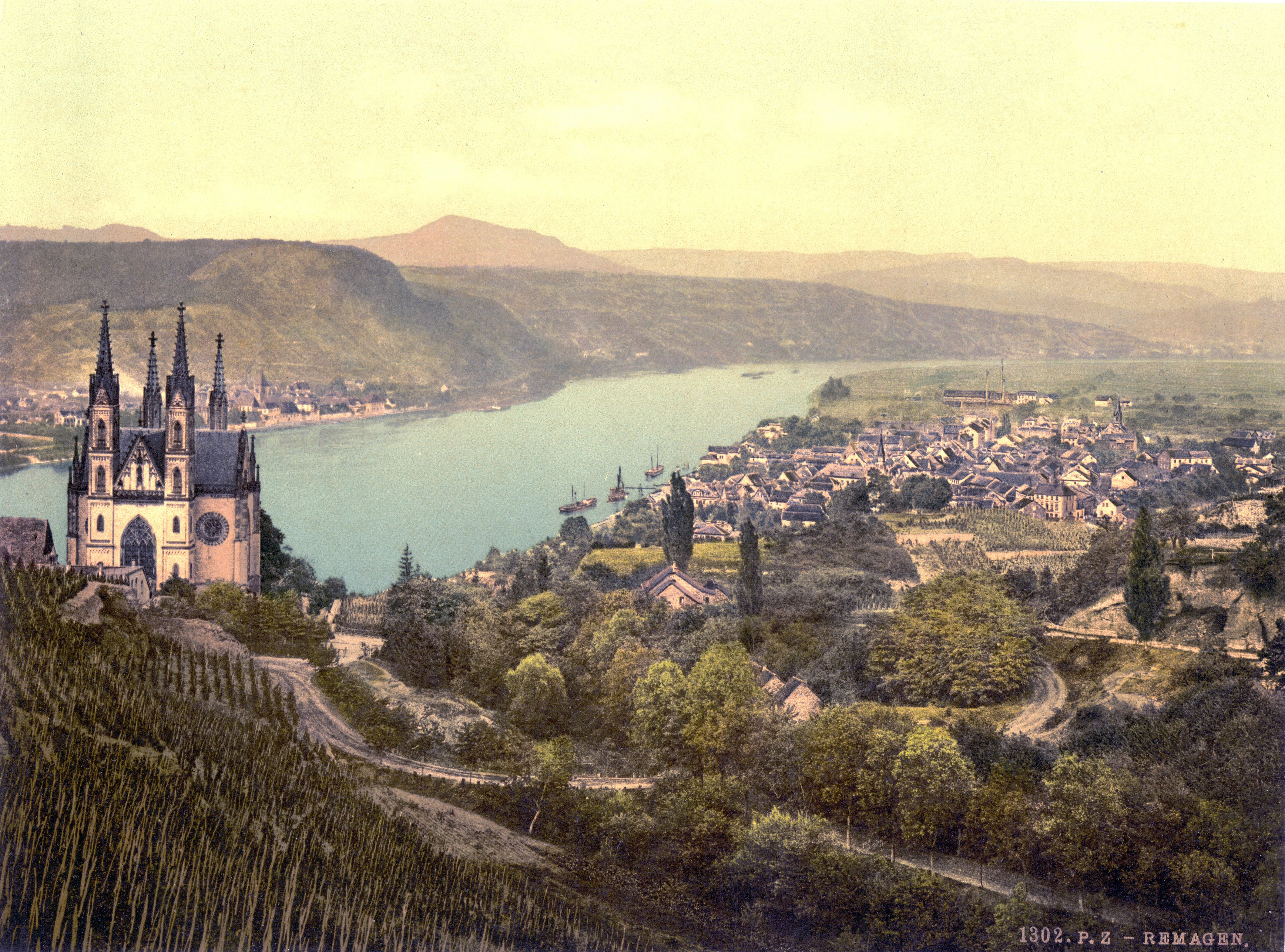
Remagen egy 1900-ban készült képeslapon
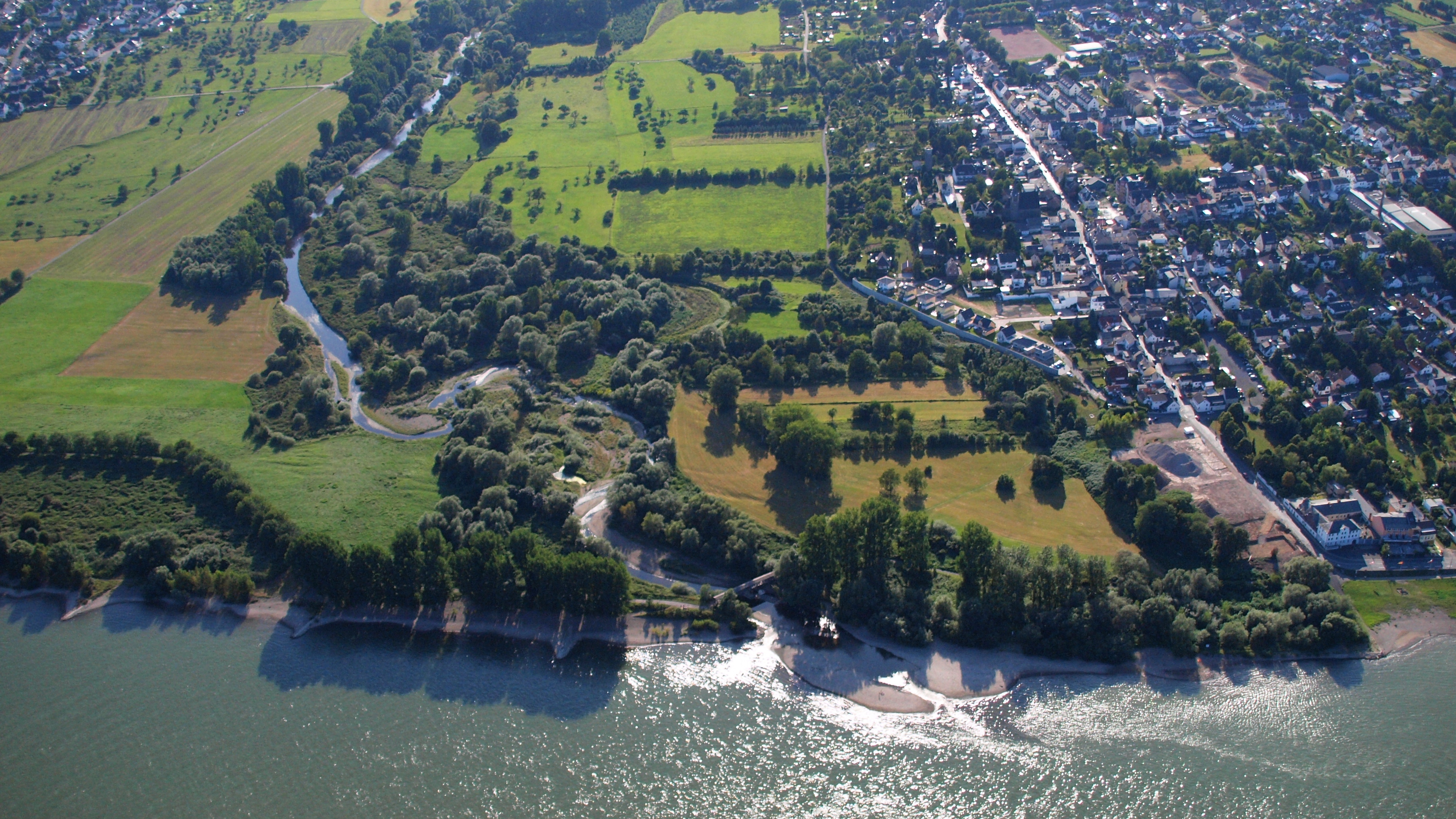
A város látképe légifelvételről
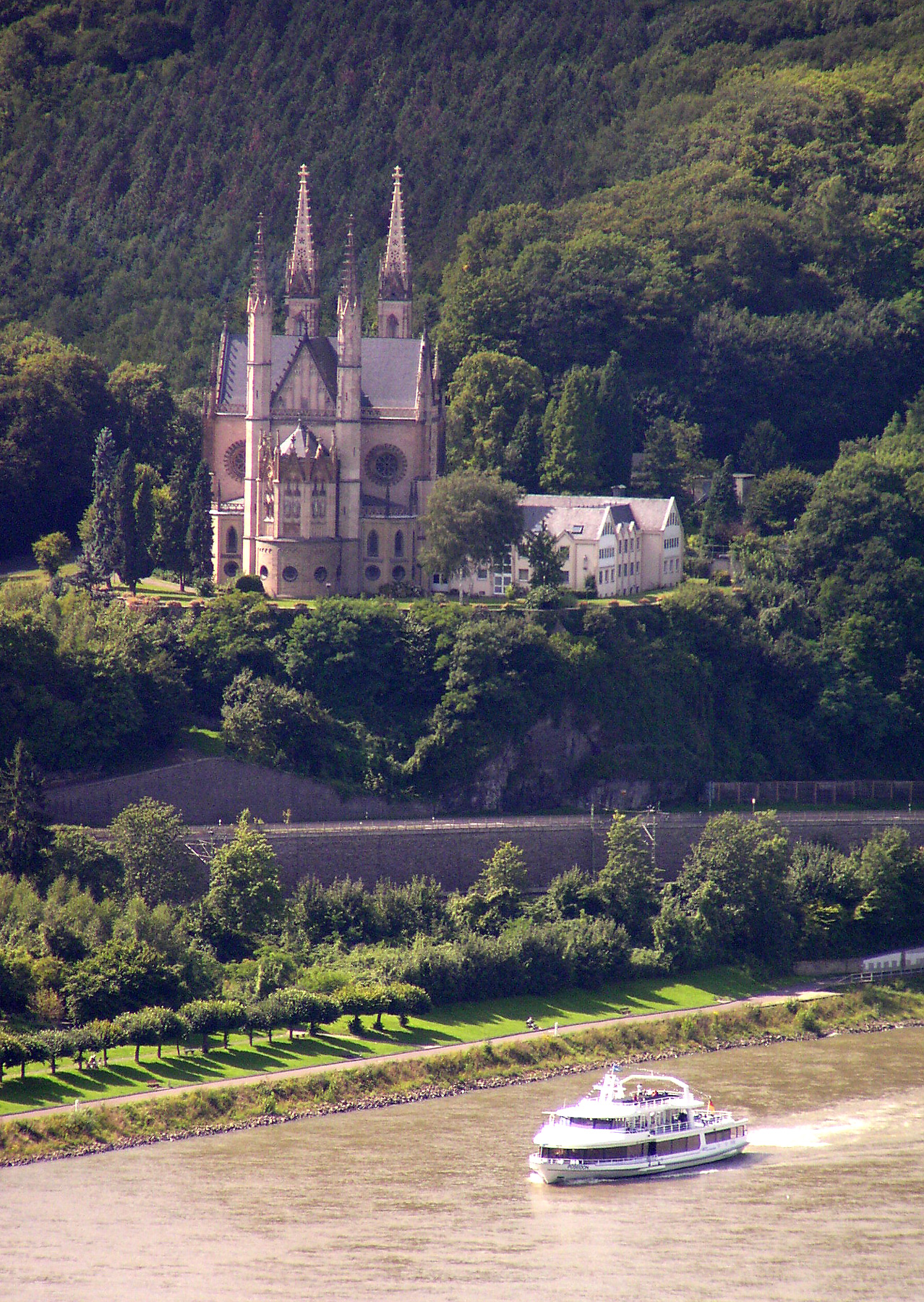
Apollinariskirche
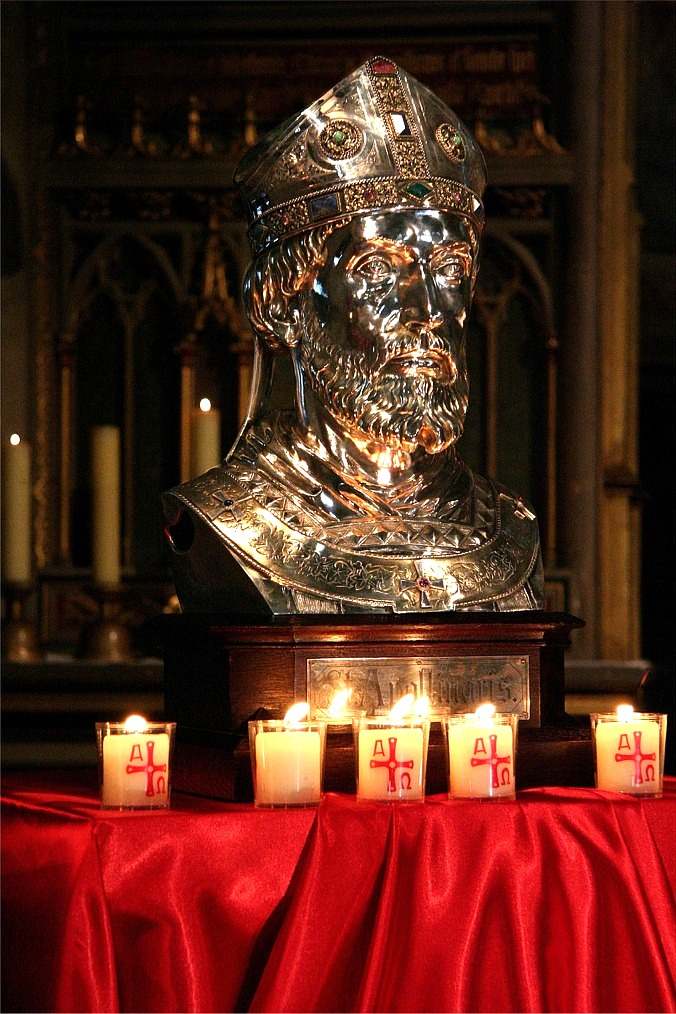
Apollinaris-Reliquiar in Remagen
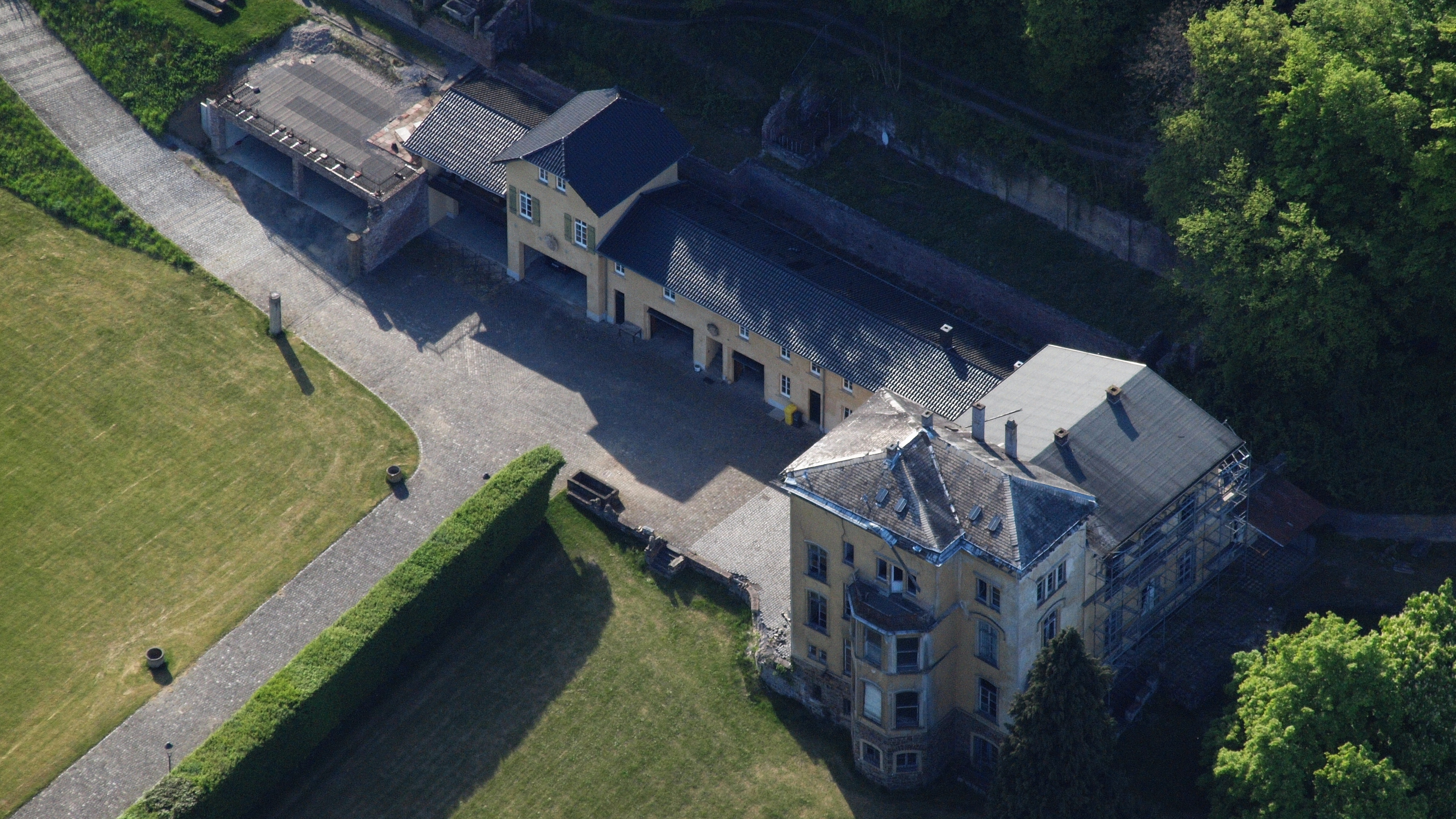
Haus Herresberg
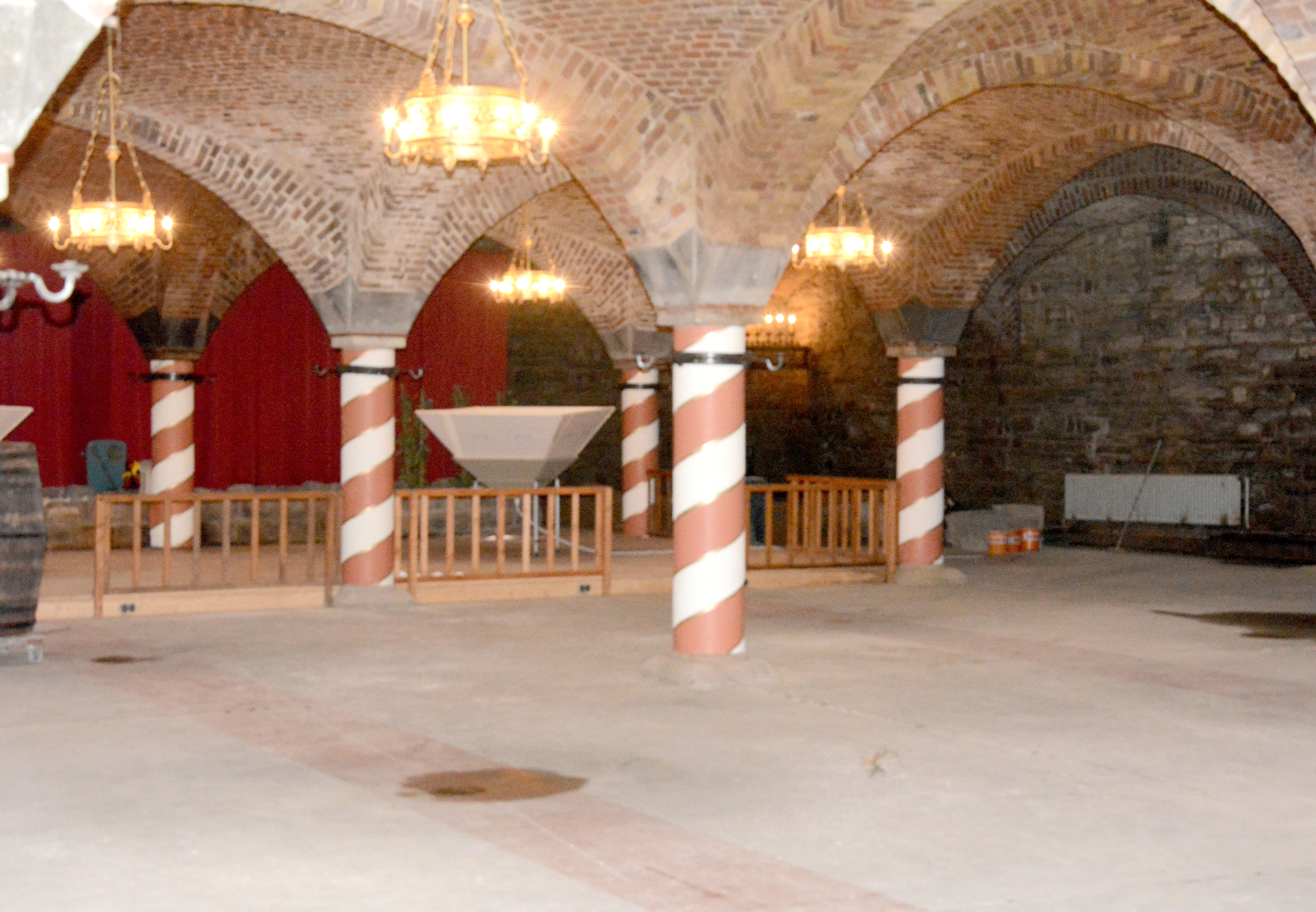
Remagen-Rheinpromenade
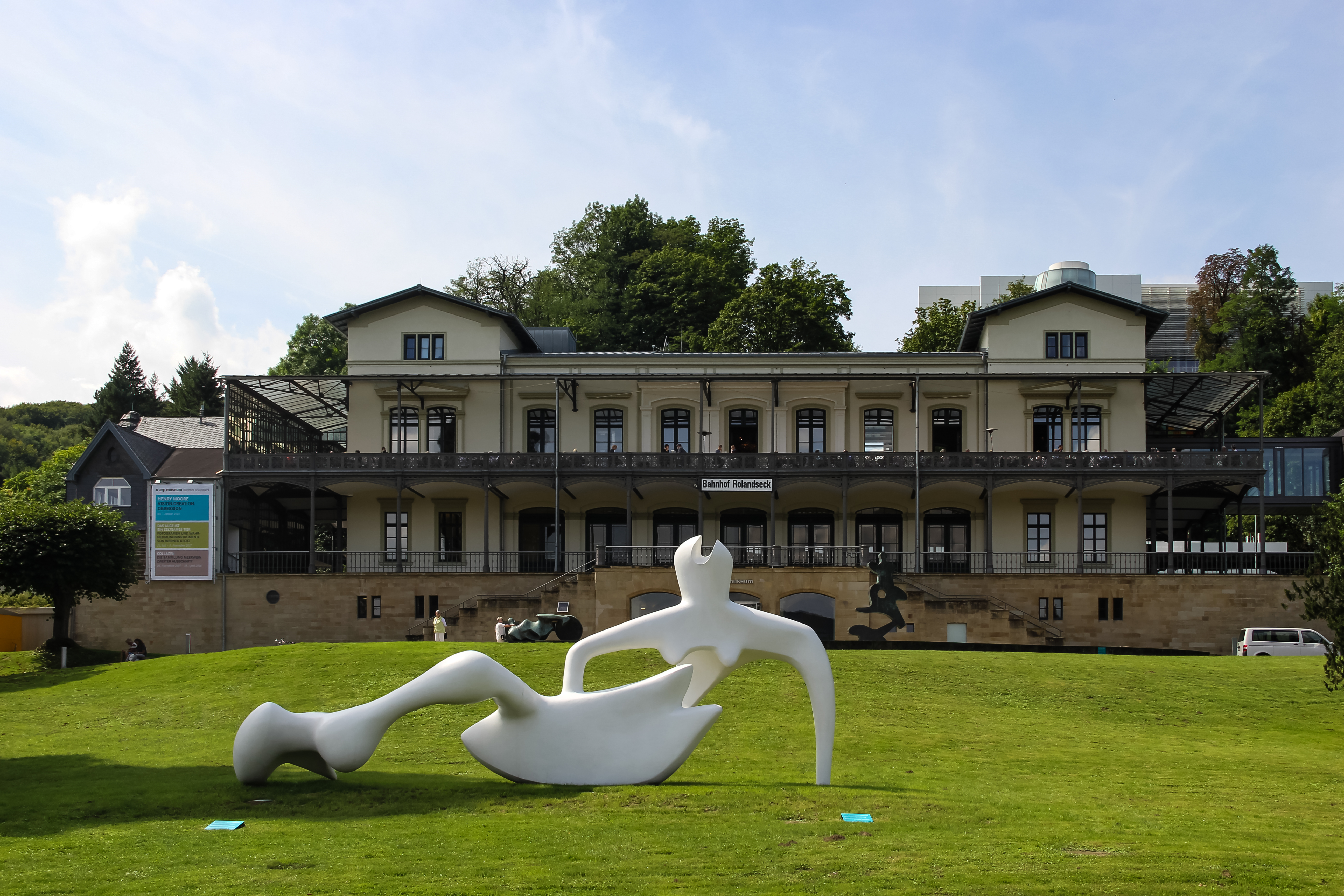
Arp-museum
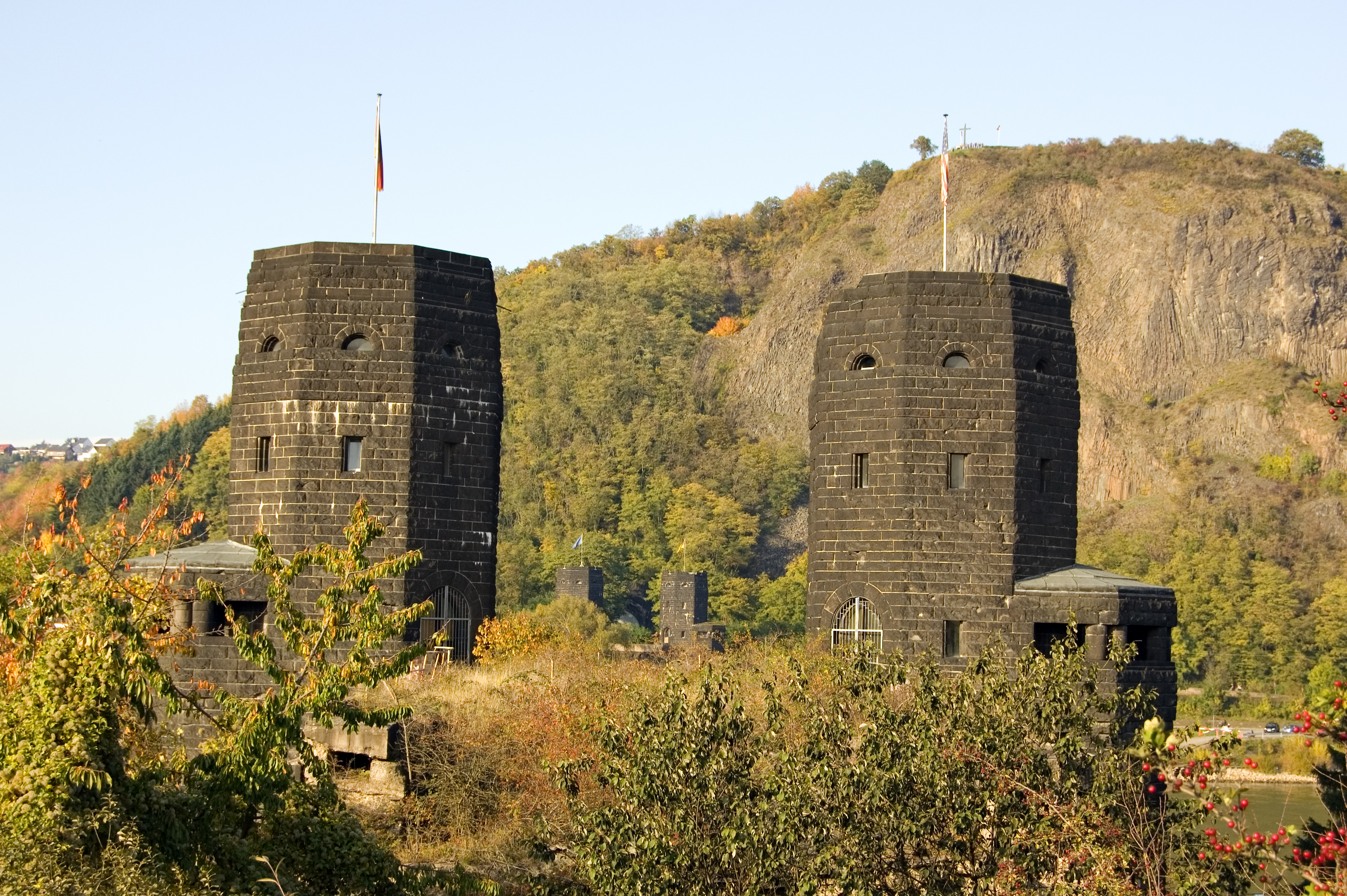
A Rajnán egykor átvezető Ludendorff-híd megmaradt hídfője, ma múzeum

## Népesség
A település népességének változása:
| Lakosok száma | 14 627 | 16 392 | 16 725 | 17 032 | 17 456 | 17 426 | 17 387 |
|               | 1975   | 2015   | 2017   | 2019   | 2021   | 2022   | 2023   |